# Gultofsad tangara
Gultofsad tangara (Loriotus rufiventer) är en fågel i familjen tangaror inom ordningen tättingar.

## Utseende
Gultofsad tangara är en medelstor medlem av familjen Hanen är svart med gul huvudtofs, liksom gult på strupe och buk. Den gula buken syns väl underifrån och skiljer den från närbesläktade eldtofsad tangara. Honan är gulbrunaktig.

## Utbredning och systematik
Fågeln förekommer i östra Peru, nordvästra Bolivia och intilliggande västra Amazonområdet i Brasilien. Den behandlas som monotypisk, det vill säga att den inte delas in i några underarter.

### Släktestillhörighet
Genetiska studier visar att arterna inom släktet Tachyphonus inte är varandras närmaste släktingar. Gultofsad tangara, eldtofsad tangara och vitskuldrad tangara står istället närmare gråhuvad tangara (Eucometis penicillata) och borsttangara (Trichothraupis melanops). Initialt lyftes de därför ut till det nyligen beskrivna släktet Islerothraupis, men släktet Loriotus har visat sig ha prioritet. 

## Levnadssätt
Gultofsad tangara hittas i trädtaket i fuktiga skogar. Den ses enstaka eller i par, ofta som en del av kringvandrande artblandade flockar.

## Status och hot
Arten har ett stort utbredningsområde, men tros minska i antal, dock inte tillräckligt kraftigt för att den ska betraktas som hotad. Internationella naturvårdsunionen IUCN listar arten som livskraftig (LC).